# Per chi/Piccolo grande amore
Per chi/Piccolo grande amore è il settimo singolo dei Gens, uscito nel 1972 per la casa discografica Philips.
Con la canzone Per chi i Gens vinsero il Cantagiro 1972.

## Tracce
1. Per chi – 3:21
2. Piccolo grande amore – 3:12